# Стрільба на літніх Олімпійських іграх 1968
Змагання зі стрільби на літніх Олімпійських іграх 1968 тривали в Мехіко з 18 до 23 жовтня. Розіграно 7 комплектів нагород у змішаних дисциплінах, в яких право на участь мали спортсмени обох статей. На цій Олімпіаді жінки вперше дістали право змагатися в стрілецьких дисциплінах, нарівні з чоловіками.

## Медальний залік
| Дисципліна                             | Золото                 | Золото | Срібло                 | Срібло | Бронза                   | Бронза |
| -------------------------------------- | ---------------------- | ------ | ---------------------- | ------ | ------------------------ | ------ |
| Швидкісний пістолет                    | Юзеф Запендзький (POL) | 593    | Марчел Рошка (ROU)     | 591    | Ренарт Сулейманов (URS)  | 591    |
| Пістолет                               | Григорій Косих (URS)   | 562    | Гайнц Мертель (FRG)    | 562    | Гаральд Фолльмар (GDR)   | 560    |
| Гвинтівка з трьох положень, 300 метрів | Ґері Андерсон (USA)    | 1157   | Валентин Корнєв (URS)  | 1151   | Курт Мюллер (SUI)        | 1148   |
| Гвинтівка з трьох положень             | Бернд Клінґнер (FRG)   | 1157   | Джон Райтер (USA)      | 1156   | Віталій Пархімович (URS) | 1154   |
| Гвинтівка лежачи                       | Ян Курка (TCH)         | 598    | Ласло Хаммерль (HUN)   | 598    | Ієн Баллінджер (NZL)     | 597    |
| Скит                                   | Євген Петров (URS)     | 198    | Романо Гараньяні (ITA) | 198    | Конрад Вірнгір (FRG)     | 198    |
| Трап                                   | Боб Брейтвейт (GBR)    | 198    | Томас Ґарріґас (USA)   | 196    | Курт Чекалла (GDR)       | 196    |

## Країни-учасниці
Змагався 351 стрілець (348 чоловіків і 3 жінки) з 62-х країн:
| - Аргентина (4) - Австралія (3) - Австрія (5) - Барбадос (1) - Бельгія (3) - Болівія (2) - Британський Гондурас (2) - Бразилія (2) - Болгарія (6) - Канада (10) - Чилі (4) - Тайвань (8) - Коста-Рика (5) - Куба (8) - Чехословаччина (8) - Данія (6) |  | - Домініканська Республіка (3) - НДР (9) - Сальвадор (8) - Єгипет (2) - Фінляндія (9) - Франція (8) - Велика Британія (10) - Греція (7) - Гватемала (9) - Гонконг (3) - Угорщина (6) - Індія (2) - Ірландія (3) - Ізраїль (4) - Італія (7) - Японія (6) |  | - Кенія (3) - Ліван (3) - Люксембург (1) - Мальта (1) - Мексика (11) - Монако (2) - Монголія (3) - Нова Зеландія (2) - Норвегія (4) - Перу (5) - Філіппіни (8) - Польща (11) - Пуерто-Рико (9) - Румунія (12) - Сан-Марино (2) - Сінгапур (1) |  | - Південна Корея (2) - СРСР (12) - Іспанія (12) - Швеція (9) - Швейцарія (10) - Тайланд (11) - Тринідад і Тобаго (2) - Туреччина (3) - США (12) - Уругвай (3) - Венесуела (5) - В'єтнам (3) - Західна Німеччина (12) - Югославія (4) |

## Таблиця медалей
| Місце               | Країна                | Золото | Срібло | Бронза | Загалом |
| ------------------- | --------------------- | ------ | ------ | ------ | ------- |
| 1                   | СРСР (URS)            | 2      | 1      | 2      | 5       |
| 2                   | США (USA)             | 1      | 2      | 0      | 3       |
| 3                   | ФРН (FRG)             | 1      | 1      | 1      | 3       |
| 4                   | Велика Британія (GBR) | 1      | 0      | 0      | 1       |
| 4                   | Польща (POL)          | 1      | 0      | 0      | 1       |
| 4                   | Чехословаччина (TCH)  | 1      | 0      | 0      | 1       |
| 7                   | Італія (ITA)          | 0      | 1      | 0      | 1       |
| 7                   | Румунія (ROU)         | 0      | 1      | 0      | 1       |
| 7                   | Угорщина (HUN)        | 0      | 1      | 0      | 1       |
| 10                  | НДР (GDR)             | 0      | 0      | 2      | 2       |
| 11                  | Нова Зеландія (NZL)   | 0      | 0      | 1      | 1       |
| 11                  | Швейцарія (SUI)       | 0      | 0      | 1      | 1       |
| Загалом (12 збірні) | Загалом (12 збірні)   | 7      | 7      | 7      | 21      |